# 중국의 맥주
지난 세기부터 중국의 맥주는 국내 브랜드와 수입 브랜드 모두에서 점점 더 인기를 얻고 있다. 대부분의 중국 맥주는 칭다오와 같은 연한 색의 라거이다.

## 역사
중국에서 맥주의 생산과 소비는 약 9,000년 동안 이루어졌으며, 최근 고고학적 발견은 중국 마을 사람들이 기원전 7,000년 전부터 맥주 유형의 알코올 음료를 작고 개별적인 규모로 양조하고 있었다는 것을 보여준다. 쌀, 꿀, 포도, 산사나무 열매로 만든 이 초기 맥주는 고대 이집트와 메소포타미아의 맥주와 비슷하게 생산된 것으로 보인다. 고대 중국 맥주는 하나라와 상나라 그리고 주나라의 조상 숭배, 장례, 그리고 다른 제사에서 중요했고, 그 맥주는 (갑골문자에서)노리라고 불렸다. 하지만 한나라 이후, 중국 맥주는 황주를 선호하는 유명세에서 사라졌고, 이것은 다음 2천 년 동안 그대로 남아있었다. 현대 맥주 양조는 폴란드 사람들이 하얼빈에 양조장을 설립한 19세기 말까지 중국에 도입되지 않았으며, 독일인, 체코슬로바키아인, 폴란드인에 의해 각각 설립된 또 다른 세 개의 양조장도 하얼빈에 설립되었다. 일본인들은 또한 1934년에 후에 선양 스노우 맥주가 된 선양 만주 맥주에 설립했고 1994년에 중국 자원 기업에 인수되었다.

## 수제 맥주의 등장
중국에서 수제 맥주의 등장은 베이징, 상하이, 광저우를 포함한 대도시 지역에서 시작되었다. 한때는 주로 재외국민 소비자들의 관심거리였지만, 현재 프리미엄 브랜드와 현지 및 수입 수제 맥주에 대한 현지 소비자의 관심이 높아지고 있다. 하지만 중국 정부의 규제는 새로운 양조장이나 병의 유통을 확대하려는 양조장이 직면한 장애물이다.

## 양조 재료
중국 맥주에는 보리 외에 쌀, 수수, 때로는 호밀이 들어가는 경우가 많다. 고미제로 홉 대신 여주를 사용하는 일부 맥주가 생산된다.
중국 언론은 2001년 중국 맥주의 95%에는 저장 중에 병과 캔에 침전되는 것을 방지하기 위한 폼알데히드가 포함되어 있다고 보도했다. 현재는 불법이 되었다.

## 경제
중국인 3명 중 1명 이상이 아시아인 홍조 증후군을 유전적으로 가지고 있는 것으로 추정되는 국가임에도 불구하고 중국은 미국, 브라질에 이어 세계 최대 맥주 시장으로 꼽힌다.
CR Snow가 생산하는 스노우맥주는 중국에서 가장 많이 팔리는 맥주로, 시장점유율 21.7%를 기록하며 최근 해외 수출 브랜드 중 칭다오 맥주가 생산하는 칭다오를 추월했다. 칭다오 맥주는 불평등 조약과 후기 식민지 시대 중국의 서구 영향력 시대에 독일의 기지였던 칭다오시에서 양조되고 있다. 독일인들은 선원, 군인, 무역상을 위해 맥주가 필요했고 제1차 세계 대전에서 일본에게 도시를 빼앗긴 후에도 생산은 계속되었다.
칭다오 외에도 다른 주요 중국 양조 그룹에는 China Pabst Blue Ribbon, 양진맥주, Sie-Tang Lio 및 주장맥주가 있다. 현재 많은 주요 국제 양조업체가 중국 양조장에 관심을 갖고 있거나 합작 투자를 하고 있으며 현재 칼스버그와 같은 인기 있는 세계적 브랜드가 중국에서 생산되고 있다. 이는 중국 시장에 접근할 수 있는 동시에, 다양성을 희생하더라도 현지 양조 표준을 업그레이드하는 데 도움이 되는 자본과 전문 지식을 제공하는 방법이기도 하다.
수제 맥주는 주로 서부 지역 사회가 거주하는 주요 도시에서 중국에서 인기를 얻고 있지만 윈난성 달리 구시가에 있는 배드 몽키 양조장과 같이 좀 더 외딴 지역에는 몇 가지 예외가 있다. 상하이 브루어리, 박싱캣 브루어리, 더브루 및 Dr. Beer는 상하이에서 가장 유명한 수제 맥주 양조장이다. 베이징에서는 Great Leap Brewing, Jing-A Brewing, Panda Brew Pub, Slow Boat Brewery와 같은 여러 수제 맥주 양조장이 현지 밤 문화의 필수품이 되었다. 또 다른 인기 있는 브루펍은 우한에 기반을 둔 체인점인 Kaiwei Beer House이다. 수제 맥주 축제는 2010년대 초부터 베이징과 상하이에서 대중화되었다. 상하이에서 인기 있는 맥주 축제인 상하이 국제 맥주 축제(Shanghai International Beer Festival)와 상하이 맥주 주간(Shanghai Beer Week)은 모두 2012년에 시작되었다.
2015년 수입 맥주의 시장 점유율은 1.14%에 달했고, 그 양은 58.9% 증가한 5억 3,850만 리터였다.

## 주요 중국 맥주 목록
참고: 이것은 중국의 주요 양조장의 일부 목록이다. 대부분의 중국 양조장은 인근 지역에만 서비스를 제공한다.
- Gleckes Beer (格力森啤酒)-北京格力森酒业有限公司
- Hangzhou Qiandaohu Beer Co., Ltd. (杭州千岛湖啤酒有限公司) - Cheerday 맥주 생산자
- 하얼빈맥주 (哈尔滨啤酒)
- 리브 (力波啤酒)
- 스노우 맥주 (雪花啤酒)
- 칭다오 맥주 (青岛啤酒)
- 연경맥주 (燕京啤酒)
- 주장맥주 (珠江啤酒)
- 중국 Pabst Blue Ribbon (蓝带啤酒)
- 우수 맥주(乌苏啤酒) 신장
- Kingway 맥주 (金威啤酒)
- 루산맥주 (庐山啤酒)
- 샹그릴라 맥주 (香格里拉啤酒)

## 홍콩 맥주
홍콩에는 필리핀의 산 미겔이 소유한 대형 양조장과 현지 시장용 여러 맥주를 생산하는 소형 양조장이 있다.

## 무알콜 맥주
건강을 생각하는 밀레니얼 세대는 맥주를 선택함에 있어 건강에 좋고 칼로리가 낮은 옵션을 찾고 있고, 젊은 여성들은 주로 저알코올과 건강한 음료를 원한다고 알려지며 중국에서는 덜 강한 맥주에 대한 소비자 성향이 증가하고 있다. 시장 정보 기관인 Mintel의 연구에 따르면, 중국은 2016년 아시아 태평양 지역에서 저알코올 또는 무알코올 맥주(ABV 3.5% 미만) 제품 출시 건수가 가장 많았다. 칭다오 맥주는 2012년 체코산 홉과 호주산 보리로 양조한 '칭다오 0.00' 제품으로 중국 최초로 무알콜 맥주를 출시했다.
Mintel 회사의 글로벌 음료 분석가인 Jonny Forsyth는 "연구에 따르면 일반적으로 중국 소비자는 글로벌 시장에 비해 ABV 측면에서 덜 강한 맥주를 선호한다"라고 말했다. 중국 소비자는 저알코올 또는 무알코올 맥주 구매 시 검증되고 신뢰할 수 있는 브랜드에 끌리는 경향이 있으며, 하이네켄 및 칭다오와 같은 대기업은 판매 및 연간 이익을 기준으로 소비자로부터 막대한 지원을 받고 있다.